# 伴正林
伴 正林（ばん しょうりん）は安土桃山時代の武士。織田信長の家臣。

## 概要
近江国甲賀郡の出身。天正7年（1579年）8月6日、織田信長が近江国中の相撲取りを集めて安土城で上覧相撲が行われた際、正林は特に良い結果だったため家臣として召し出された。翌年5月17日、信長の馬廻の間で相撲が行われた際にも参加し、あら鹿・村田吉五と同じく勝利したため褒賞として米50石を宛がわれた。なお『甫庵信長記』は信長の余興話として、論功行賞において武功が多い筒井順慶に扇一本を下賜したのに対し、若輩で武功も少ない正林に馬を、村田吉五に小袖を下賜したという挿話を伝えている。
天正10年（1582年）本能寺の変の際には信長に近侍していたため、矢代勝介・伴資家・村田吉五とともに本能寺の厩舎より打って出て明智光秀勢と戦い、いずれも討ち死にした